# Esterházy József (országbíró)
Galántai gróf Esterházy József (Pápa, 1682. június 12. – Pozsony, 1748. május 10.) országbíró, Komárom vármegye újjáépítője, benépesítője a 18. században.

## Életpályája
Apja gróf Esterházy Ferenc főispán, anyja Thököly Katalin grófnő volt. Egyik fiútestvére Esterházy Antal kuruc tábornagy, a másik Esterházy Ferenc tárnokmester volt, s mellettük még négy lánytestvére. Első felesége Eck Mária Franciska grófnő, második Sauer Antónia grófnő, fiuk József volt.
Eredetileg egyházi pályára készült. A jezsuitáknál tanult Sopronban és Győrben, majd a Nagyszombati Egyetemen bölcsészdoktor lett. Teológiai tanulmányokat a római Collegium Germanicum et Hungaricum hallgatójaként folytatott, majd Bécsben matematikát, technikát és hadászati tudományokat tanult.
1705-ben az egyházi pályát katonaira cserélte, két év múlva semptei kapitány lett. A Rákóczi-szabadságharc idején a császár hűségén maradt, huszárezredes lett, és még kuruc oldalra állt testvére ellen is harcolt. Az 1716–18-as osztrák–török háború idején részt vett a péterváradi csatában és Temesvár bevételében. Előbb altábornaggyá, majd lovassági tábornokká nevezték ki. Harcolt Itáliában, Szicíliában, Boszniában és az osztrák örökösödési háborúban, a poroszok ellen.
1708-tól királyi tanácsos, 1709-től Komárom vármegye főispánja, 1721-től generális főstrázsamester, 1723-tól főudvarmester, 1724-től a Hétszemélyes Tábla ülnöke, 1725-től a Helytartótanács tanácsosa, 1733–41 között horvát bán, 1741-től pedig országbíró volt. Szolgálataiért 1720-ban adományul kapta a pápai uradalmat.

## Komárom megye újjáépítése
A tatai uradalmat, Tatát és a környező falvakat 1727. május 1-jén az Esterházyak ifjabb fraknói grófi ágába tartozó Esterházy József vásárolta meg. 
A mezővárosba hívott építészek (Fellner Jakab, Éder József, Grossmann József, Schweiger Antal), mérnökök (Böhm Ferenc, Mikoviny Sámuel) munkája révén kialakult Tata, Tóváros és Váralja. Az első négy Esterházy gróf életében, 1721–1811 között Tata nemcsak az uradalom igazgatási központja volt, hanem Komárom vármegye egyik legszebb, barokk stílusú épületekben gazdag mezővárosává fejlődött, a mocsaras területeket le csapoltatták Mikoviny Sámuel tervei szerint. 

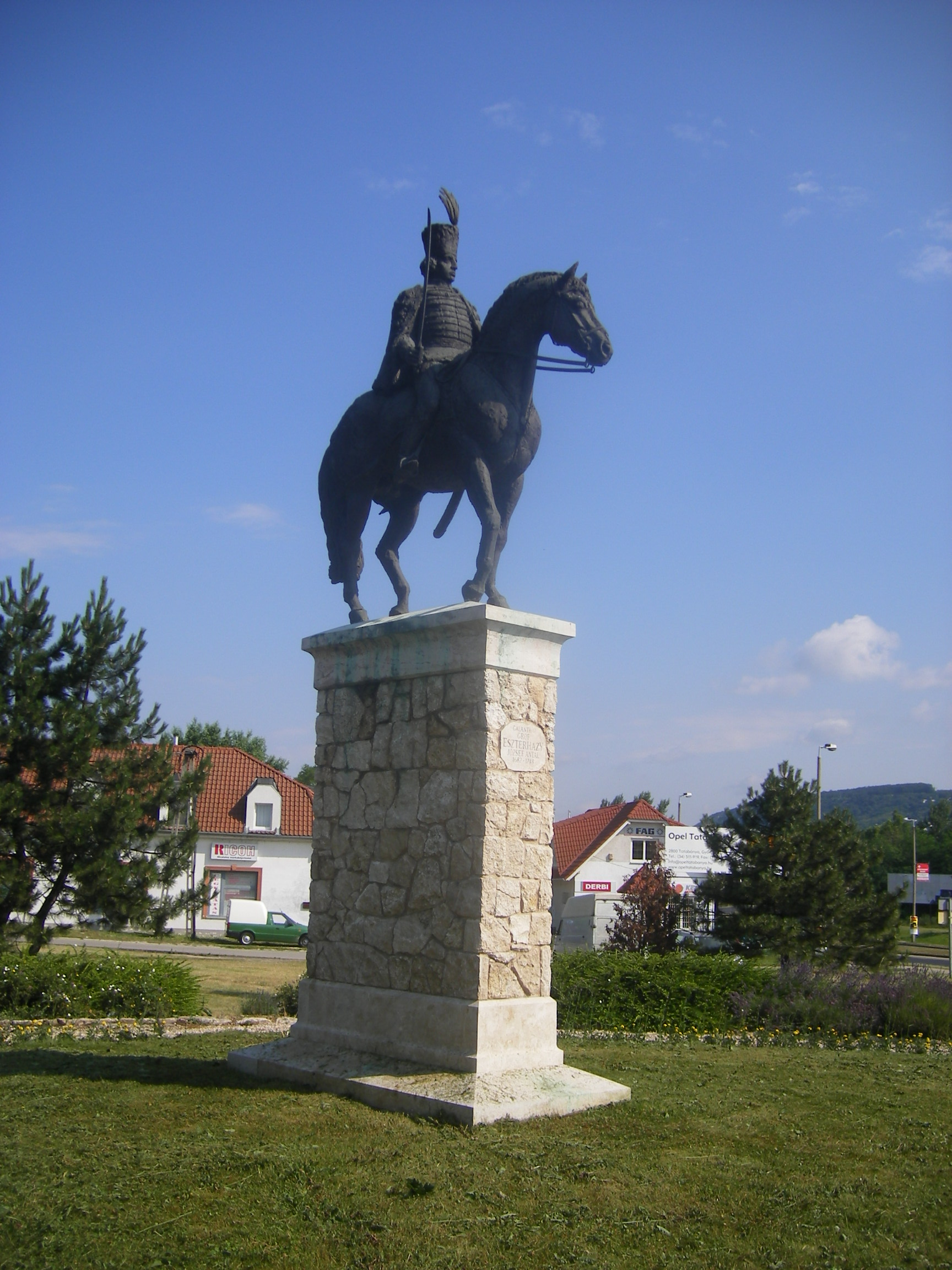
Eszterházy József lovaszobra

A vízrendezésre Esterházyt sürgette a szomszédos uradalom is, amelynek tulajdonosa maga a magyar kamara (a kincstár) volt. Esterházy 1728-ban hívta először Mikovinyi Sámuelt Tatára, s ő készítette el a tatai Öreg-tó szabályozási tervét. Mikovinyi rajzolta a vármegyetérképeket Bél Mátyás nagy országleíró munkájához, amelyben Bél Mátyás írt a környei halastóról, a Somló-hegyi szőlőkről és a római kori vízvezeték boltozott csatornájának, támfalainak maradványairól.
1747. április 15-én kötötte meg az Udvari Kamarával azt a szerződést, amely szerint „a kamarai mérnök, Mikoviny Sámuel földrajzi felmérése alapján készült térképének megfelelően két csatornát ásatnak, egyet a mocsarak lecsapolására… egyet pedig Tatától az almási malmokig”. A „Canalis molaris et derivatorius”-t (Malom- és levezető csatornát, ma Általér) mindkét fél számára „fa és más dolgok szállítására” is szánták. Arra a pontra, ahol a lecsapoló csatorna a postautat keresztezte, Mikoviny egy cölöpökre épített kőhidat építtetett.

## A megye benépesítése
1733 februárjában kiáltványt adott ki azzal a céllal, hogy az általa küldött személyek a német tartományokból katolikus telepeseket toborozzanak. A német telepesek 1733–1750 között érkeztek Tatára és a környékbeli községekbe, Felsőgallára, Alsógallára. Az uradalom tizennyolc (sváb és tót telepesekkel betelepített) faluja közül csak hét falu került kivételezett helyzetbe. E hét telepes falu lakóinak a szerződés 4–6 évi adó- és szolgálatmentességet, szabad költözést, s a javak szabad adásvételét garantálta. Bár fontosnak tartotta, hogy az „Anya Szent Egyháznak előmozdítója” legyen, vélhetően nem kizárólag ezért kezdeményezte a lakosságcserét, és talán az sem valószínű, hogy csupán udvarhűsége miatt törekedett birtoka germanizálására. A Környén örökös úrbéres jobbágyokat akarta fölcserélni olyan népességgel, amely elsősorban az uradalmat, Esterházy majorságait szolgálja. Tehát az örökös úrbéres állapotú jobbágyok zavarták érdekköreit jobban, és nem a magyar reformátusok.
A szlovákokat is Esterházy József hozatta be Bánhidára, valószínűleg Trencsén, Nyitra, Pozsony megyéből (1725), részben a református magyarok ellensúlyozására. Fő foglalkozásuk a mezőgazdaság, szőlőtermesztés, fakitermelés és a mészégetés volt. Mindez az 1720–1730-as években következhetett be, ekkor a szlovák lakosság már meghaladta a magyarokét. Velük is hasonló szerződést kötött az Esterházy-uradalom, ők csapolták le a mocsarakat ingyen munkával. Balogh uradalmi tiszttartó 1746 szeptemberében így rendelkezett: „Köteles lészen a Bánhyd kösség határában lévő öreg Tónak gatjában áló csatornyát ki ásni, és a külső víznek Horizontyán, vagyis fölső Szinyen helét még annyi mélségre ugyanis kiasni, hogy tellyesen a csatornya víz alatt álandóván ályon kihez obligaltoni fog le tételéhez, és el tömöséhez elegendő embereket elő állítani.”

## Főbb építkezései

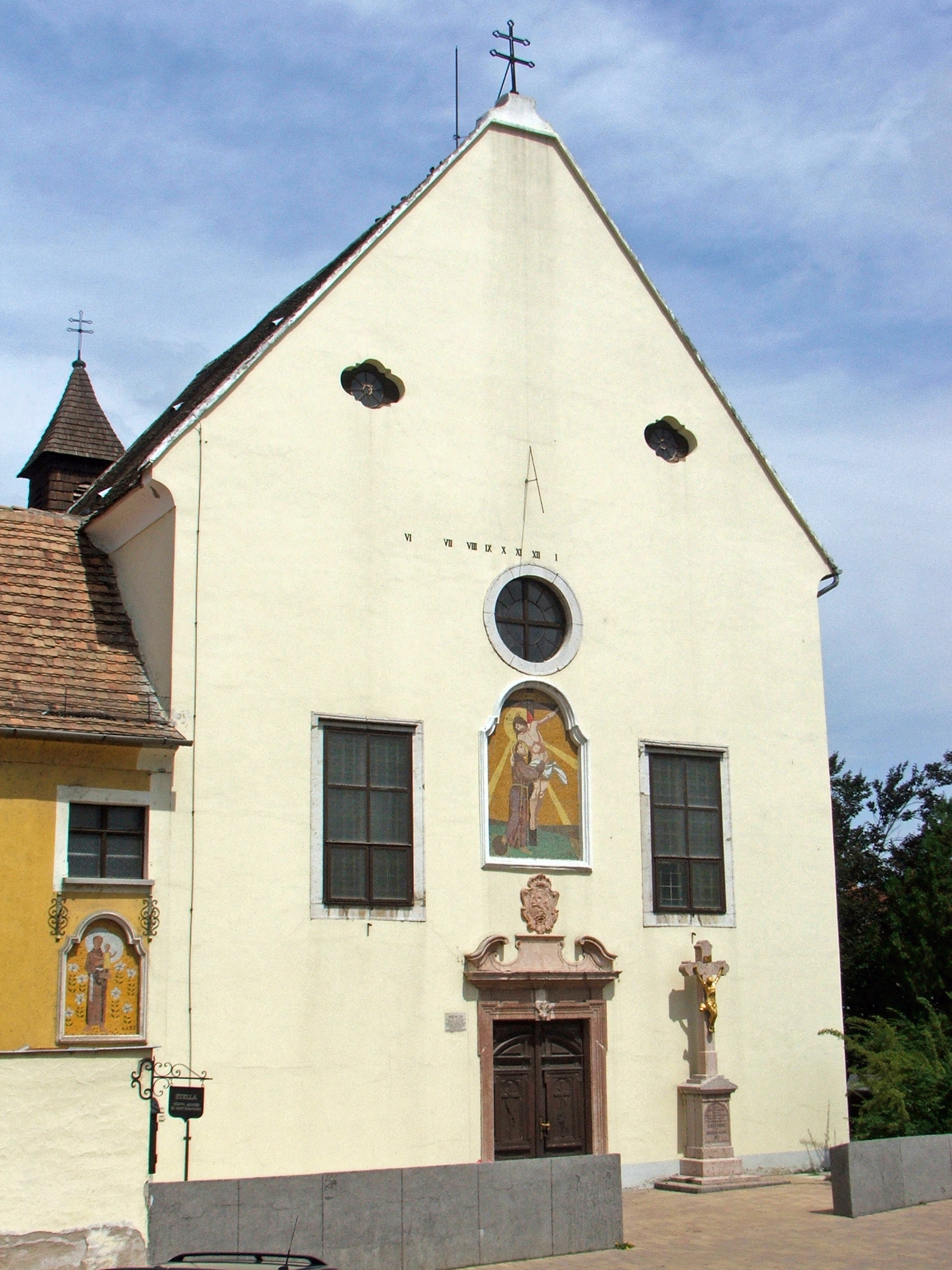
A kapucinus templom Tatán

- Kapucinus templom és rendház (1744), Tata

Az Országgyűlés tér nyugati oldalán igen szép arányú, huszártornyos, egyszerű barokk épület, 1743–46 között Kuttner József által emelt kapucinus templom. Az építésben részt vett Fellner Jakab is.
- A majki – majkpusztai – kamalduli remeteség

1733-ban területet adományozott a létesítendő kolostornak, fuvarosokat és mestereket fogadtatott bányáiból nemes köveket és márványt juttatott az építéshez, és azt is megengedte, hogy a birtokán lévő romokat elbontva is szerezzen magának építőanyagot a közösség.
- Tatai kastélyegyüttes

A kastélyegyüttes Fellner Jakab, hazánk neves építészének egyik legfontosabb műve.
- Cseklészi barokk kastély Anton Erhard Martinelli tervei alapján (1712–22)